# Myelochroa metarevoluta
Myelochroa metarevoluta är en lavart som först beskrevs av Asahina, och fick sitt nu gällande namn av Elix & Hale. Myelochroa metarevoluta ingår i släktet Myelochroa och familjen Parmeliaceae.   Inga underarter finns listade i Catalogue of Life.